# Грибний жук гарний
Грибний жук гарний (Agathidium pulchellum) — вид жуків родини лейодідів (Leiodidae).

## Поширення
Рідкісний вид. Трапляється на північному заході Європи (Швеція, Фінляндія, Литва, Латвія, Білорусь). В Швеції єдине спостереження цього жука було у 1996 році, а в Білорусі ще у XIX столітті. У Фінляндії, починаючи з 1975 року, було близько 10 знахідок.

## Опис
Дрібний жук, завдовжки 2,0-2,5 мм, спинка дуже опукла. Надкрила жовтувато-коричневого кольору з темною плямою спереду і темним серцеподібним малюнком посередині крил. При небезпеці жук скручується в кулю.

## Спосіб життя
Живе у старозавітних лісах. Трапляється під корою старих осик. І личинки, і імаго живляться грибками-міксоміцетами